# M74
M74 （也稱為NGC 628）位於星座雙魚座內，是一個正面朝向地球的螺旋星系，與地球的距離為3200萬光年。這個星系有兩條明顯的螺旋臂，因此被作為宏觀螺旋星系的典型範例。這個星系的低表面亮度，使它成為業餘天文學家最難觀測的梅西耶天體之一。然而，相對較大的視角大小和以正面朝向地球，使它成為專業天文學家研究螺旋臂和螺旋臂密度波的理想天體。估計M74擁有1,000億顆恆星。

## 歷史
M74是皮埃爾·梅香在1780年發現的。然後梅香將他的發現通知梅西耶，後者並將這個星系列入梅西耶天體 

## 超新星
已經在M74發現三顆超新星：SN 2002ap、SN 2003gd和SN 2013ej。
SN 2002ap是距離在10百萬秒差距以內，又是近幾年相當少見的Ic型超新星（或是極超新星），因此吸引了相當大的注意。這顆超新星已經被用來測試距離更遙遠，類似Ic型超新星起源的理論，和超新星與伽瑪射線暴之間關連性的理論。
SN 2003gd是IIp型超新星。II型超新星的亮度已經知道，所以它們可以用來精確的測量距離。使用SN 2003gd測得M74的距離是9.6 ± 2.8秒差距，或是31 ± 9 百萬光年。用最明亮的超巨星做為比較，測得的距離是7.7±1.7Mpc和9.6±2.2Mpc 。Ben E. K. Sugerman發現與SN 2003gd相關聯的回光 —— 爆炸後出現本身的反射光。只有少數的超新星發現過這種反射光。這種反射似乎是來自超新星爆炸之前擴散出去，類似板狀雲的塵埃殼層，可以用來確認星際塵埃的成分。

## 星系群的資訊
M74是M74星系群中最亮的成員，這個群組有5-7個星系，包括特殊的螺旋星系NGC 660和幾個不規則星系 。由於用不同的方法識別組織的成員，有不同的結果，因此只有全都確定的才被納入群組，所以群組確實的數量仍是未知數。

## 恆星形成

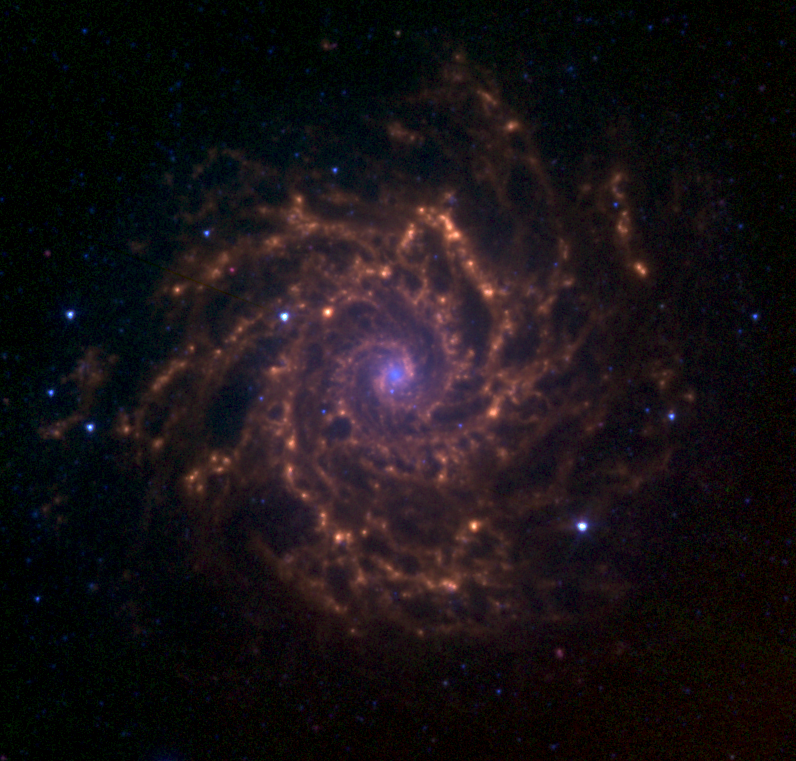
M74是史匹哲太空望遠鏡的史匹哲鄰近紅外星系調查的一部分。藍色是波長3.6微米的輻射。綠色和紅色分別代表可能來自多環芳香烴，也可能是塵埃的5.8和8.0微米的輻射。

## 疑似黑洞
在2005年3月22日，錢德拉X射線天文台宣布在M74觀測到比中子星輻射更強的超亮X射線源（ULX，ultraluminous X-ray source），其週期約為2小時。估計它的質量是太陽的10,000倍，這是中等質量黑洞的一個指標。這是黑洞理論中的一種類型，其質量介於可能駐留在許多星系中心的超大質量黑洞和恆星黑洞之間。正因為這樣，它們被認為不是由單一的超新星形成，但有可能是少量的恆星黑洞聚集組成的星團。這個X射線源在被鑑定後，稱為CXOU J013651.1+154547。

## 業餘天文學觀測資訊
M74位於雙魚座η東北東方1.5°，是梅西耶天體中第二黯淡的（只有M91比他更暗淡）。除非天空夠黑暗以及晴朗，否則很難找到它，所以在受到光汙染的地點很難看見它。這個天體比較適合使用低的放大倍率觀賞，在高倍率下會因為過度擴散，多數人會因為太微弱反而看不見。此外，在完全適應黑暗的場所，使用眼角餘光通常比較容易看見。

## 外部連結
- WikiSky上关于M74的内容：DSS2, SDSS, GALEX, IRAS, 氢α, X射线, 天文照片, 天图, 文章和图片
- Spiral Galaxy M74 @ SEDS Messier pages （页面存档备份，存于）
- Barrena, Rafael; Crowther, Paul. . Deep Sky Videos. Brady Haran.   [2016-02-25]. （原始内容存档于2020-07-02）.